# 章寧大廈

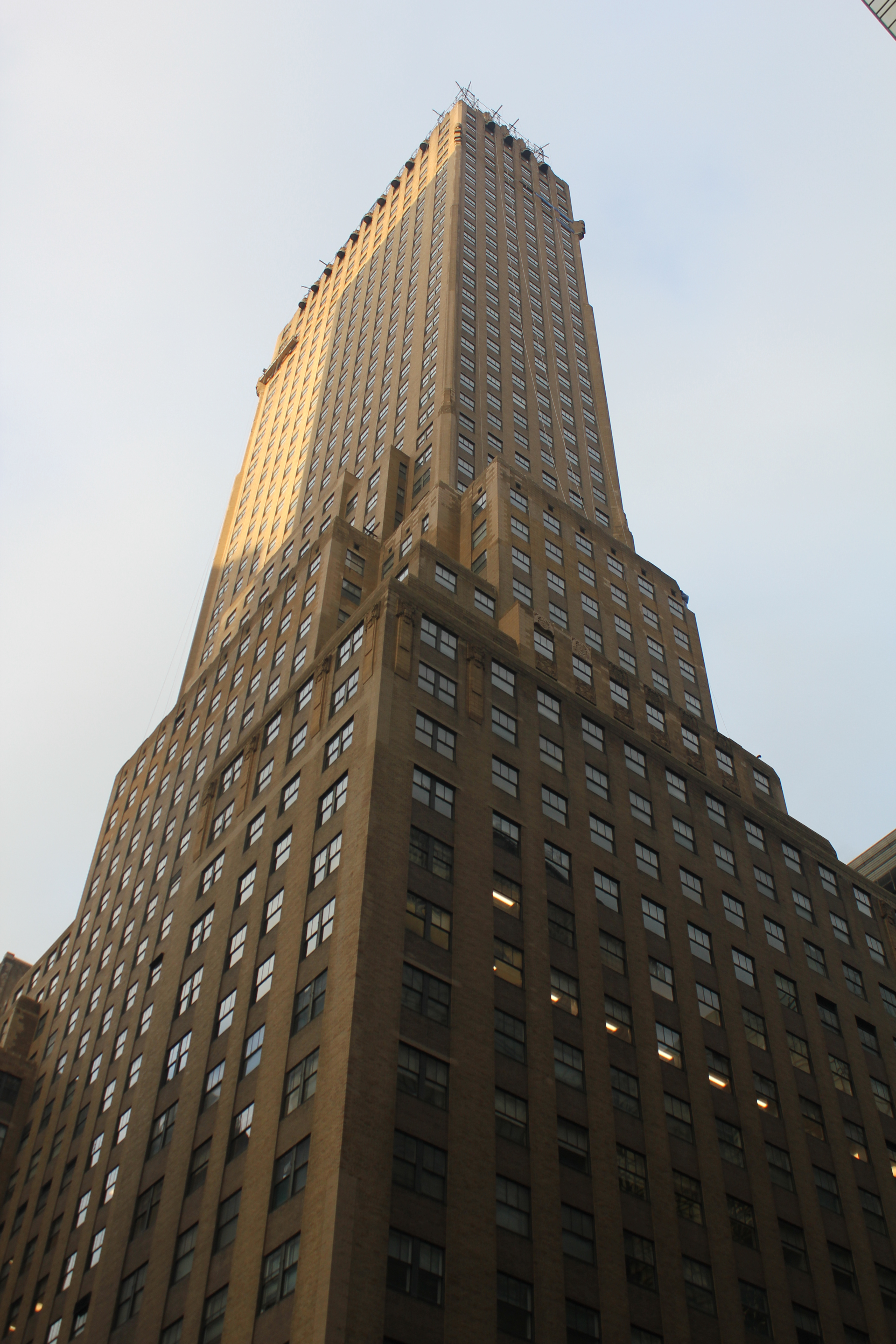

章寧大廈（Chanin Building），是美國紐約市曼哈頓中城的一棟高56層樓的摩天大樓。這棟建築位於42街和萊辛頓大道的路口，靠近大中央總站。建築得名於開發商Irwin S. Chanin。章寧大廈的外觀風格是裝飾風藝術，建於1927年至1929年。1978年，章寧大廈被列入紐約市地標。

## 外部連結
- NYC-Architecture: Chanin Building
- in-Arch.net: The Chanin Building
- Museum of the City of New York: Chanin Building (77 photos, 1927–1954)